# Оберајденбах
Оберајденбах (њем. Oberreidenbach) општина је у њемачкој савезној држави Рајна-Палатинат. Једно је од 96 општинских средишта округа Биркенфелд. Према процјени из 2010. у општини је живјело 604 становника. Посједује регионалну шифру (AGS) 7134066.

## Географски и демографски подаци
Оберајденбах се налази у савезној држави Рајна-Палатинат у округу Биркенфелд. Општина се налази на надморској висини од 320 метара. Површина општине износи 10,9 km². У самом мјесту је, према процјени из 2010. године, живјело 604 становника. Просјечна густина становништва износи 55 становника/km².